# Mastomys kollmannspergeri
Mastomys kollmannspergeri é uma espécie de roedor da família Muridae.
Pode ser encontrada nos seguintes países: Camarões, Chade, Níger, Nigéria e Sudão.
Os seus habitats naturais são: savanas áridas, rios intermitentes, lagos de água doce intermitentes e áreas urbanas.